# Epiplema adamantina
Epiplema adamantina är en fjärilsart som beskrevs av Inoue 1998. Epiplema adamantina ingår i släktet Epiplema och familjen Uraniidae. Inga underarter finns listade i Catalogue of Life.